# Sonnengewehr
Il Sonnengewehr (traducibile in italiano come "cannone solare") era un'arma orbitale teorica oggetto di alcune ricerche da parte della Germania nazista durante la seconda guerra mondiale.

## Storia
Nel 1929, il fisico tedesco Hermann Oberth sviluppò il progetto di una stazione spaziale dalla quale uno specchio concavo del diametro di 100 m avrebbe potuto riflettere la luce solare in un punto preciso sulla Terra.
Più tardi, durante la seconda guerra mondiale, un gruppo di ricercatori della Heeresversuchsanstalt di Hillersleben iniziò a lavorare all'idea di Oberth per creare una superarma parte di un complesso orbitale. Alcuni scienziati avanzarono l'idea fino al 1943 quando il progetto fu abbandonato.